# Orrön

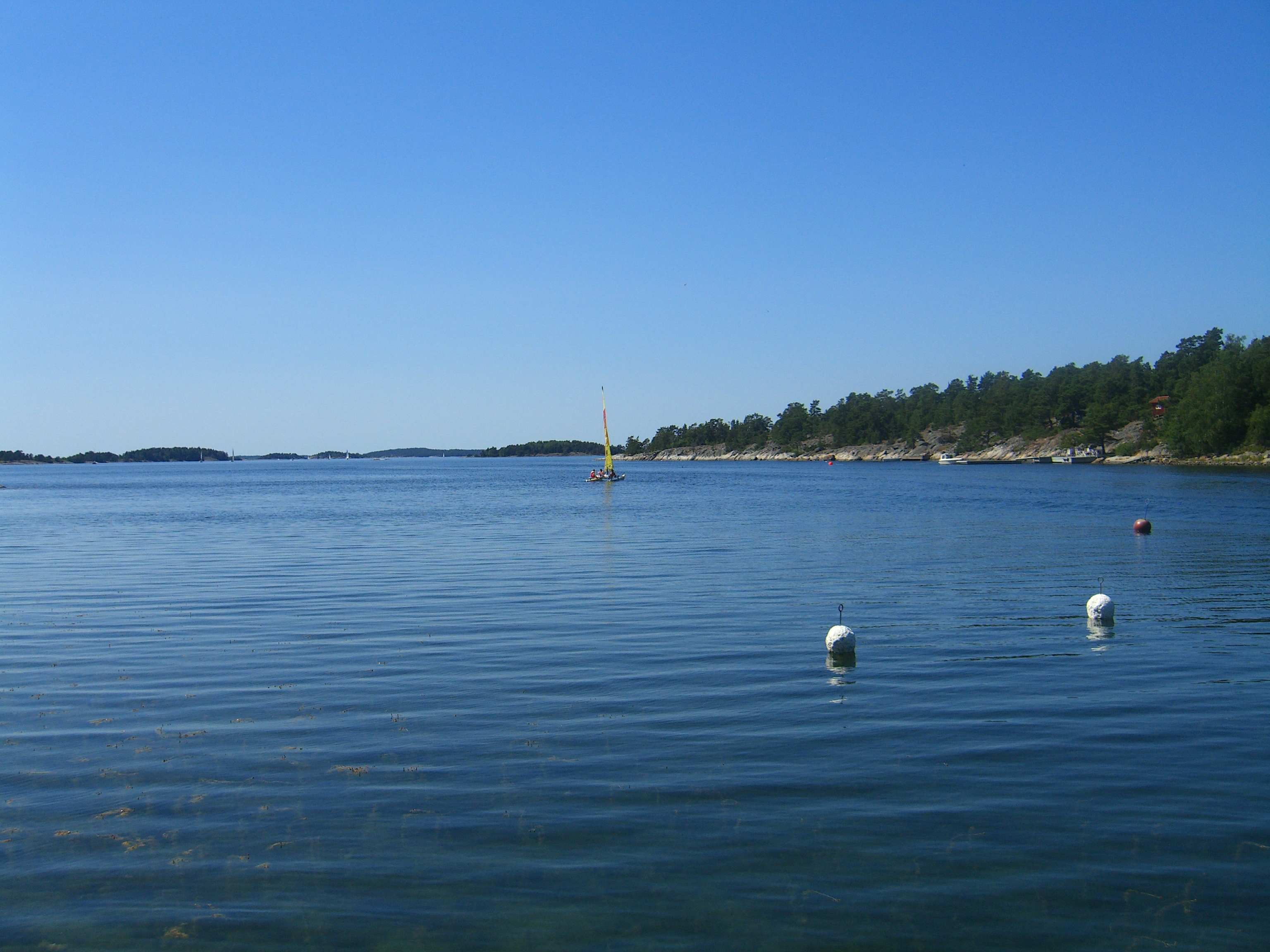
Orröns södra vik, Orrösundet, med Hallonholmen till höger

Orrön är en ö i Nämdö socken i Värmdö kommun i Södermanland. Orrön har båtförbindelse med Stavsnäs och Saltsjöbaden och ligger precis väster om Bulleröns naturreservat i Stockholms skärgård. Öns storlek är 1,3 km².

## Natur
Orrön ligger halv kilometer sydost om Nämdö och skiljs från denna av Orröströmmen. Orrön består egentligen av fyra öar som förenats genom landhöjningen. Dessa är, förutom huvudön, Hallonholmen i sydväst, Orrökobben i norr och Harkobben i öster. Den norra viken kallas Bredvarpet och var förr ett bra notvarp för strömmingsfiske. Den långa smala viken i söder heter Orrösundet och skilde förr Orrön från Hallonholmen. Den breda udden i nordost heter Frejaudden och har fått sitt namn efter logementsfartyget Freja som låg förtöjt vid udden under första världskriget. Tidigare namn på udden var Gråabergen. Harkobben ligger öster om Frejaudden.
Öns utsida, från Frejaudden till den södra udden mittemot Vitmanskobben, utgörs av karg och bergig natur med tall, blåbärsris, ljung och skvattram. Här finns bergsklackar på över 25 meter. På öns västra strand, från Orrökobben till Apelkilen, reser sig en lägre bergås. Dess högsta del, kallad Mostersberget, når drygt 15 meter. Stråk av urkalksten och leptit går genom det västra berget, till exempel vid Skrabbhamn (skrabb är i skärgårdsdialekten en rötsimpa, en fisk som är oätlig och nättrasslande och därför avskys av fiskare) och på Orrökobben. Detta har gett upphov till en rik flora med till exempel orchidéer som Adam och Eva och Nattviol samt myntor som Berg-, Kungs- och Harmynta. På mitten av ön, mellan vikarna Bredvarpet och Orrösundet, är naturen låglänt med blandskogsvegetation och ängsmark. Hallonholmen är bergig och norra delen når drygt 20 meter. På sydvästra sidan ligger ett bergsstup som kallas Utterberget efter de gryt som förr var vanliga här innan uttern utrotades från Stockholms skärgård i början av 1900-talet. Tack vare aktiv utplantering har uttern i liten skala återvänt till skärgården.
Vid Bredvarpets strand ligger Orröns gamla gård. I Bredvarpets västra del, vid edet (uppgrundat sund) mellan Orrökobben och Orrön, ligger en liten vik som kallas Tilkas vass. Tilkas vass skyddas från sjö av Stengrundet och har fått sitt namn av att Tilka-Lasse brukade förtöja sin båt där. Tilka-Lasse, eller Karl-Emil Larsson, arbetade på Orrö gård vid förra sekelskiftet och köpte sig sedermera en tomt vid Koberget som hans dotterdotter med familj äger idag. Koberget, en låg bergudde vid Bredvarpets södra strand, och den innanför liggande Kobergsäng har fått sitt namn efter att man härifrån lastade av och på boskap vid båttransporter. Mellan Koberget och Stengrundet ligger den idag landfasta Kaninholmen som fått sitt namn av att kaniner förr hållits på kobben.

## Historia
Första gången Orrön nämns i skrift är på en lantmäterikarta från 1670-talet, ”Swenske skiär ifrån Stockholm till Waxholm, Sandöhamn, Dalarö och Rumbolandet”. Namnet skrevs då Orröhn. Fågeln orre har möjligen varit namngivande även om den idag inte är vanlig på ön. På Carl Gripenhielms skärgårdskarta från 1691 nämns förutom "OrrÖhn" också "Hallonholmen" och "Orrökübben". De senare var friliggande från Orrön så sent som på sjökort från 1900-talets början medan Harkobben däremot var landfast med Orrö redan på Gripenhielms karta. Detta torde innebära, med tanke på efterleden -kobben, att även detta namn är gammalt trots att namnet inte förekommer på någon karta eller i andra källor före 1887. Vitmanskobb vid Orröns sydöstra udde finns omnämnt som Wickmanskubb på Thersners grundkarta från 1805 samt på Carl-Petter Hällströms karta från 1810. I ortnamnsuppteckningarna skrivs namnet Vikmanskobb 1915 och därefter Vitmanskobb 1933 och 1937. Detta tyder på att kobben ursprungligen varit uppkallad efter en, idag bortglömd, person. Strömmingsgrundet finns namngiven på P.B. Hegardts lantmäterikarta från 1866 och har naturligtvis blivit uppkallat efter det goda strömmingsfisket runt kobben. Trots att gränsen mellan sill och strömming sägs gå i Kalmarsund finns det idag fler ortnamn i Stockholms skärgård med förleden sill- än strömming-.
Orrön tillhörde ursprungligen Västerby gård på Nämdö. På 1600-talet hamnade hela Nämdö skärgård under Östanviks säteri. Under koleraepidemin 1831 upplät Östanviks ägare major Gustaf Tholén ”en obebodd ö kallad Orrön” till begravningsplats. Troligtvis blev ingen begravd på ön och på 1840-talet fick ön sin första bofasta befolkning. Livländaren Johan Michelsson med hustru byggde sig då ett torp vid Bredvarpets strand. De hade tillsammans med Michelssons bror Göran (som bosatte sig på Nämdötorpet Bråten) lämnat Dagö i nuvarande Estland och korsat Östersjön i en liten öppen båt för att undgå inskrivning i den ryska armén. Livländarna var illa ansedda av skärgårdsbefolkningen, vilket beskrivs i W.W. Thomas bok om Långviksskär "Från slott till koja":
| ”                                   | Skärgårdsfolket hyser en misstänksam fruktan för och hat mot livländare. Om någon mister något, så heter de alltid att, att livländare måste ha gått iland och stulit det. (…) Om någon seglare synes långt ut till sjöss och kryssande på ett mer ovanligt sätt, så var öborna säkra på, att det var en livländsk sjörövare, som låg därute tills det blev mörkt, då manskapet skulle gå iland och utplundra dem. | „ |
| – Från slott till koja, W.W. Thomas | |   |

Efter arvskiftet av Östanvik 1872 hamnade Orrön under Västerängens gård. År 1887 friköpte Jan Erik Öhman från Gillinge och hans hustru Alma Mathilda Rydberg Orrön, Vitmanskobben och Strömmingsgrundet för 2550 kronor. Fiskebönderna på Orrön var strävsamma och 1883 stod det stora röda boningshuset färdigt. Deras flit framgår av Häradsekonomiska kartan från 1905 där fem åkerlappar finns angivna på ön, hemängen vid gården, ängen vars norra del är en fotbollsplan idag (där spelas Orrö-cupen sedan slutet av 70-talet), Hasselängen vid Orrösundets innersta del, Söderängen på södra udden mittemot Vitmanskobben samt Mossen. Mossen var en ganska stor åker mitt på ön av vilken det idag endast återstår en liten glänta, odlingsrösen samt diken som förenas i en liten rännil som mynnar ut i viken Apelkilen.
På 1930-talet var August Sundberg från Bergvik på Nämdö öns lantbrukare. I familjen Sundberg föddes 18 barn och en son, Ragnar "Lalle" Sundberg, tog över driften av gården och fortsatte att bruka öns marker fram till 1962 då han flyttade till Villinge. I slutet av 1940-talet ändrades öns karaktär dramatiskt när ön styckades upp i ett flertal fritidstomter. Sedan dess är ön främst en sommarö, av öns drygt 50 tomtägare idag är endast ett mindre antal årenruntboende.
Författarinnan Ulla Isaksson (1916-2000) köpte sig en tomt på norra Hallonholmen vid den lilla viken Glo (ordet glo betecknar i skärgårdsdialekten en liten vik och förekommer på flera ställen i skärgården). Skildringar av Orrön skymtar i två av Isakssons romaner, "Amanda eller den blå spårvagnen" och "Boken om E". I den förra skriver hon:
| ”                                                | Ön är underbar! Allt tycks finnas här och i så stark förkortning att alla bitar blir lagom stora och lätt åtkomliga: höga berg och djupa dalar, små laguner, vassrika kanaler, kärr där skvattram snart ska blomma, lövskogsdungar, en och annan övergiven ängslycka, förvildad och igenväxt. Ganska mycket skog. Har faktiskt gått vilse här några gånger. Risigt, dåligt skött men gott om lingon och blåbär, höll på att gå ner mig i ett kärr, fick göra en lång omväg, kom in på en liten äng som jag inte sett förut. Så tätt omsluten av berg och skog att havet inte syntes någonstans. Inte hördes heller – dagen var så stilla. Vackert vuxna enbuskar höll vakt vid ’ingången’, hallonsnår och törnrosbuskar åt den andra, en liten kulle rakt i söder lysande av tidiga violer, de blå och gula, styvmoderligt små men här så tätt som en matta. I sluttningen mot söder en hel armé av ännu knappt synliga konvaljer, hårt hoprullade bladstrutar på väg mot ljuset. | „ |
| – Amanda eller den blå spårvagnen, Ulla Isaksson | |   |